# 勝久ジェフリー
勝久 ジェフリー（かつひさ ジェフリー 、1981年〈昭和56年〉5月18日 - ）は、日本のプロバスケットボール指導者。東京都出身。役職はアシスタントコーチ。B.LEAGUE・川崎ブレイブサンダース所属。
弟は同じプロバスケットボール指導者でB.LEAGUE・信州ブレイブウォリアーズHCの勝久マイケル。

## 来歴
サンタクララ大学出身。
2010-2011シーズンよりbjリーグ所属の東京アパッチでボブ・ヒルHCの下でチームマネージャー兼通訳を務める。
東日本大震災によるチームの活動休止もあって1シーズン限りで退団。翌2011-2012シーズンより新規参入したばかりの千葉ジェッツでアシスタントコーチ兼通訳を務める。千葉ではチームのNBLへの転籍を経験するなど創設スタッフとしてチームの発展に貢献した。
2015年シーズン限りで千葉を退団。同年よりTKbjリーグ所属の岩手ビッグブルズのヘッドコーチに就任。
2016年、日立サンロッカーズ東京・渋谷のアシスタントコーチに就任。シーズン終了後、退任したBT・テーブスの後任ヘッドコーチとして就任する。
2018年、成績不振から、シーズン開始後、退任した。
2019年、川崎ブレイブサンダースのアシスタントコーチに就任。

### 日本代表
2021年、バスケットボール男子日本代表にサポートコーチ兼通訳として帯同した。